# 溥佶
奉恩鎮國公溥佶（1889年1月1日—1926年9月19日），奉國將軍載光第二子，母妻索卓羅氏，其父為奕祥，惠親王奕謨支系第二代。
他在光緒十四年十一月（1889年）出生，光緒三十年五月（1904年）過繼為三等鎮國將軍載濟之養子，光緒三十一年七月（1905年）襲封為奉恩鎮國公。
民國十五年八月（1926年）他去世，虛齡三十九岁，由長子毓崧襲封奕謨支系第三代，但需遞降為奉恩輔國公承襲。